# Alrance (Aveyron)
Alrance település Franciaországban, Aveyron megyében. Lakosainak száma 333 fő (2022. január 1.). Alrance Arvieu, Auriac-Lagast, Durenque, Salles-Curan és Villefranche-de-Panat községekkel határos.

## Népesség
A település népességének változása:
| Lakosok száma | 625  | 528  | 468  | 371  | 370  | 362  | 358  | 351  | 345  | 333  |
|               | 1968 | 1982 | 1990 | 2006 | 2013 | 2015 | 2017 | 2019 | 2020 | 2022 |